# Cuora aurocapitata
Espèce
Statut de conservation UICN

 CR A1d+2d : 
En danger critique
Statut CITES
Cuora aurocapitata est une espèce de tortues de la famille des Geoemydidae.

## Répartition
Cette espèce est endémique de la province du Anhui en Chine.
Elle est en danger critique d'extinction dans la nature.

## Description

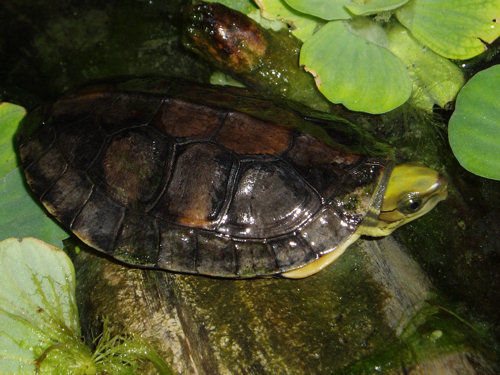
Cuora aurocapitata

C'est une tortue boîte asiatique plutôt aquatique.

## Publication originale
- Luo & Zong, 1988 : A new species of Cuora - Cuora aurocapitata. Acta Herpetologica Sinica, vol. 3, p. 13-15 (texte intégral).